# Ho Chi Minh Challenger 2006
L'Ho Chi Minh Challenger 2006 è stato un torneo di tennis facente parte della categoria ATP Challenger Series nell'ambito dell'ATP Challenger Series 2006. Il torneo si è giocato a Ho Chi Minh in Vietnam dal 13 al 16 marzo 2006 su campi in cemento.

## Vincitori

### Singolare
Zack Fleishman ha battuto in finale  Pavel Šnobel che si è ritirato sul punteggio di 7–6(6), 3-0

### Doppio
Hyung-Taik Lee /  Cecil Mamiit hanno battuto in finale  Jacob Adaktusson /  Dudi Sela con il punteggio di 6–4, 6–2